# De Politiesmurfen
De Politiesmurfen is het 31ste stripalbum uit de reeks De Smurfen. De Nederlandstalige versie verscheen in 2012 bij Standaard Uitgeverij. Het verhaal werd geschreven door Alain Jost en Thierry Culliford en getekend door Jeroen De Coninck. In dit album wordt de draak gestoken met de obsessie omtrent veiligheid in de hedendaagse samenleving.

## Verhaal
Grote Smurf moet om de haverklap tussenbeide komen bij kleine ruzies tussen Smurfen. Hij kan zich daardoor niet ten volle bezighouden met zijn proeven. Om wat rust te krijgen, worden er democratisch wetten gestemd die de orde in het dorp moeten garanderen. Omdat de Smurfen zich niet steeds spontaan aan de wetten houden, krijgt Brilsmurf de opdracht om toe te zien dat de wet nageleefd wordt: hij wordt een Politiesmurf. Hij krijgt de bevoegdheid om de anderen te straffen en krijgt Potige Smurf als zijn (sterke) rechterhand. De straffen vallen bij de anderen niet in goede aarde.
Er is kermis in het dorp, maar heel wat attracties blijken er gesaboteerd. De Politiesmurfen zoeken tevergeefs de dader, maar met een valstrik weet Grote Smurf de dader te identificeren: het is Smurf, een naamloze Smurf die voor de lantaarns zorgt op feesten. Hij is het het beu om daar niet voor erkend te worden en om enkel maar te deugen om boetes te betalen, terwijl sommige anderen de dans ontspringen. De Smurfen vergeven Smurf, die voortaan "Lantaarnsmurf" wordt genoemd.
De volgende dag ziet Brilsmurf Lantaarnsmurf uit een schuur wandelen. Enkele ogenblikken later ontstaat er een hevige brand in de schuur. Lantaarnsmurf krijgt de schuld en wordt opgesloten, maar hij ontsnapt en probeert Smurfin en Grote Smurf te overtuigen van zijn onschuld. Grote Smurf gaat zelf op onderzoek en ontdekt dat een achteloos achtergelaten vergrootglas van Brilsmurf de schuur in brand heeft doen vliegen. Lantaarnsmurf krijgt excuses en de Politiesmurfen geven er de brui aan. De andere Smurfen staan niet te springen om hun rol over te nemen en denken dat het voortaan wel zonder politie verder kan. Als er dan toch nog een probleem is, dan is er natuurlijk nog ... de Grote Smurf!